# El barón rampante
El barón rampante es un libro del autor italiano Italo Calvino, publicado en 1957, una de las obras literarias más reconocidas de este autor y también de las letras italianas del siglo XX. En el libro Calvino manifestó su conciencia de vivir en un mundo que niega la más sencilla individualidad de las personas, reducidas a un conjunto de comportamientos culturalmente determinados, pues en este caso el personaje principal, el barón Cosimo, vive en soledad en los árboles desde muy joven.
Este es el segundo libro de la trilogía Nuestros antepasados, conformada además por las novelas El vizconde demediado (1952) y El caballero inexistente (1959).

## Argumento
Es la historia de dos hermanos, Biaggio y Cosimo que pertenecen a una familia aristocrática en decadencia, que busca imitar el modo de vida de la clase alta. La historia comienza cuando Cosimo decide subirse a los árboles y promete nunca más volver a pisar el suelo, pues había tenido una discusión con su padre, por culpa de su hermana Battista la cual cocinaba con hongos, ratas y otros animales raros. Biaggio empieza a narrar la vida que llevaría su hermano desde que se subió a los árboles hasta su muerte, pues durante su vida en los árboles este le enviaría cartas y cada vez que lo visitaba le contaba sus aventuras. Cosimo crea su propia casa sobre los árboles y consigue comida mediante la caza de animales y también crea su propia ropa con las pieles de estos mismos. Él, desde joven, vive grandes aventuras sobre los árboles pues veía todo lo que sucedía en el pueblo cerca de la villa donde vivía. 
Cosimo, en sus aventuras, conoce a una niña llamada Viola de la cual estaría enamorado toda su vida, la conoce en uno de sus recorridos por los árboles, pues ella tenía un columpio colgado en un árbol. Viola, de niña, era líder de una banda de niños ladrones, los cuales conoce Cosimo en uno de sus recorridos en los árboles. Después de un cierto tiempo, los papás de Viola toman la decisión de enviarla a otra parte por su comportamiento y por ser líder de la banda de niños. De aquí Cosimo viviría enamorado de ella toda su vida, aunque tuvo ciertos romances con mujeres de lugares que él visitaba, inclusive del mismo pueblo. 
Cosimo recorre muchas partes debido a su gran agilidad para moverse en los árboles, además de que se hizo de amistades como un ladrón que era el más buscado del pueblo, el cual le pedía libros que el leía pues a éste le encantaba leer. Conoció mucha gente de otros países, además de aprender idiomas leyendo libros, lo que se convierte en un gran hobby durante su vida. Se enfrenta a piratas, vive con desterrados españoles sobre los árboles, además de defender los bosques de ladrones; son las grandes cosas que vivió Cosimo durante gran parte de su vida.
Su vida cambiaría con el regreso de Viola, con la cual sostiene una relación de muchos celos y además de que Viola lo dejaba por un largo periodo de tiempo. Viola y él disfrutaron mucho tiempo juntos, aunque pelearan muchas veces pero toda historia tiene su final. Viola se enojaría con él por celos y otras cosas que lo dejó para siempre y de aquí en adelante la vida de Cosimo no sería la misma. Vive en un estado de soledad en los árboles, además de que se deteriora su salud al pasar los años. Desaparece, luego de estar muy enfermo sobre los árboles, yéndose en un globo aerostático el cual pasó por el pueblo y al que Cosimo se aferró para así nunca bajar de los árboles y lograr su cometido.

## Personajes
- Cosimo: el personaje principal del libro. Desde que se subió a los árboles a los 12 años, nunca pisó el suelo.
- Óptimo Máximo: era su Compañero de aventuras y también un perro de Viola, que acompañó a todas partes a Cosimo hasta que Viola abandonó Ombrosa y lo llevó consigo.
- Viola: el amor de su vida. Creció en Ombrosa, de donde se iría aun siendo niña. Termina regresando a su villa natal, se enamora de Cósimo; aunque al final termina abandonándolo.
- Enea Silvio Carrega: el caballero abogado, hermano ilegítimo del padre de Cósimo, de carácter huraño, esquivo, el cual era de toda su confianza. Aficionado a la apicultura y la hidráulica.
- Barón Arminio: Papá de Cosimo y Biaggio, un hombre con ideas confusas que le importaba mucho lo que decía la gente.
- Corradina von Kurtewitz: hija del general Konrad von Kurtewitz, madre de Cosimo y Biaggio, era una mujer con mucha influencia militar pues muchos de sus familiares habían sido militares.
- Battista: Hermana de Cosimo y Biaggio, una mujer solitaria y rebelde la cual hace todo lo posible para hacer pasar malos ratos a sus hermanos.
- Abate Fauchelafeur: Viejo jansenista que vivía con los de Rondó.
- Biaggio: Hermano de Cósimo, que es también el narrador de esta novela.